# دی گراسیا
دی گراسیا (به لاتین: Dei Gratia) یک کشتی سبک از نوع دو دکل بادبانی با طول آن 111 ft. بود.
این کشتی زمانی به شهرت دست یافت که به فرماندهی کاپیتان دیوید رید مورهاوس کشتی ماری سلست را بدون سرنشین در میان اقیانوس اطلس یافتند.